# BR-Klasse 08
Die Klasse 08 von British Rail (BR), ursprünglich Klasse DEJ4, ab 1955 Klasse D3/2 und von 1962 bis 1973 Klasse 3/1, auch unter dem Spitznamen Gronk bekannt, ist eine Baureihe dieselelektrischer Rangierlokomotiven, die von 1952 bis 1962 in verschiedenen Werken der British Railways in England gebaut wurde, wobei die elektrische Ausrüstung von English Electric (EE) stammte. Mit 996 Fahrzeugen war sie die zahlreichste Klasse britischer Diesellokomotiven und über Jahrzehnte im Einsatz. Noch heute werden Lokomotiven der Klasse 08 auf Museumsbahnen sowie im regulären Rangierdienst bei privaten Betreibern eingesetzt. Die technisch einander ähnelnden zwischen 1945 und 1962 gebauten Klassen D3/2, D3/3, D3/4, D3/5, D3/8 und D3/13 umfassten insgesamt 1325 Fahrzeuge.

## Geschichte
Seit den 1930er Jahren beschafften die Southern Railway (SR) und die London, Midland and Scottish Railway (LMS) versuchsweise kleine Serien verschiedener Typen von Diesellokomotiven für den Rangierdienst. Nach der Verstaatlichung der vier großen privaten Bahnverwaltungen, der sogenannten Big Four, und deren Vereinigung in den British Railways (BR) im Jahr 1948 wurde entschieden, für alle Regionen einen einheitlichen Typ dieselelektrischer Rangierlokomotiven zu bauen. Die aus diesem Beschluss resultierende Klasse DEJ4 entsprach in wesentlichen Teilen der seit 1945 bei den Derby Works und Darlington Works für die LMS gebauten Klasse DEJ3, deren Produktion im Dezember 1952 endete. Die Antriebsausrüstung der Klasse DEJ4 stammte wie bei der Klasse DEJ3 von English Electric (EE). Neuerungen waren ein vergrößerter Raddurchmesser, ein überarbeiteter Rahmen, welcher den Einbau verschiedener Antriebsausrüstung ohne aufwendige Modifikationen ermöglichte, und ein veränderter Führerstand.
Die erste Bestellung der Klasse DEJ4 ging 1949 an die den BR angegliederten Derby Works. Die erste Lokomotive mit der Nummer 13000 wurde im Oktober 1952 ausgeliefert, in Tyseley beheimatet und anfangs in Toton nahe Nottingham eingesetzt. In den nächsten Jahren folgten zahlreiche weitere Bestellungen, um auf Rangierbahnhöfen des ganzen Landes die unzähligen Tenderlokomotiven zu ersetzen. Da die Kapazitäten der Derby Works für den Bau einer derart großen Zahl an Fahrzeugen nicht ausreichten, wurden ab 1953 die Darlington Works, ab 1957 die Crewe Works und ab 1958 die Horwich Works in die Produktion eingebunden. 1958 lieferten auch die Doncaster Works eine kleine Serie von 13 Lokomotiven. Die ersten 327 Fahrzeuge wurden als 13000 bis 13116, 13127 bis 13136 und 13167 bis 13366 nummeriert. Mit der Einführung eines neuen Bezeichnungssystems im Jahr 1955 wurde die Klasse DEJ4 zur Klasse D3/2 umbezeichnet. Die bereits vorhandenen Lokomotiven erhielten von Mai 1957 bis September 1963 die neuen Nummern D3000 bis D3116, D3127 bis D3136 und D3167 bis D3366. Die später ausgelieferten Fahrzeuge wurden als D3367 bis D3438, D3454 bis D3472, D3503 bis D3611, D3652 bis D3664, D3672 bis D3718, D3722 bis D4048, D4095 bis D4098 und D4115 bis D4192 eingereiht. Die Produktion endete mit der Auslieferung der D4157 bei den Horwich Works im Dezember 1962. Mit 996 Exemplaren war die damalige Klasse D3/2 der Standardausführung die zahlreichste Klasse britischer Diesellokomotiven. Die äußerst robusten und zuverlässigen Rangierlokomotiven, die in der Ebene über 1000 t schwere Züge befördern können, wurden im regionalen Güterverkehr, auf Rangierbahnhöfen, Werks- und Hafenbahnen, Personenbahnhöfen sowie in Bahnbetriebswerken eingesetzt.
1962 wurde ein neues Bezeichnungssystem für die Diesellokomotiven der BR eingeführt, welches das System von 1955 ersetzte. Die Klasse D3/2 wurde dabei zur Klasse 3/1. Eine erneute Änderung der Fahrzeugnummern war damit jedoch nicht verbunden. Mit der Ausmusterung der letzten britischen Dampflokomotiven im August 1968 entfiel das vorangestellte D bei der Nummerierung der Diesellokomotiven. Somit wurde beispielsweise die D3048 zur 3048.
Von September 1973 bis Juli 1975 erhielten alle Maschinen eine neue Nummer zur Aufnahme in das computergestützte Total Operations Processing System (TOPS) zur Verwaltung der Fahrzeuge von BR, womit die Klasse 3/1 zur Klasse 08 umbezeichnet wurde. Die dabei vergebene Fahrzeugnummer setzt sich aus der Baureihennummer 08 und der dreistellige Ordnungsnummer zusammen. Die Reihenfolge der neuen Ordnungsnummern entsprach der Reihenfolge der ursprünglichen Nummerierung, ließ jedoch aufgrund der nicht berücksichtigten bereits ausgemusterten Lokomotiven keinen Rückschluss auf die frühere Fahrzeugnummer zu. So wurde zum Beispiel die 3005 zur 08002, die 1972 ausgemusterte 3006 wurde übersprungen und die 3007 erhielt die neue Nummer 08003. Die TOPS-Nummerierung erfolgte fortlaufend von 08001 bis 08958 und wird bis heute von Privatbahnen verwendet.
Aufgrund des rückläufigen Schienengüterverkehrs, der Umstellung auf Ganzzüge und des zunehmenden Einsatzes von Triebzügen mit fester Wagenreihung seit den 1960er Jahren sank der Bedarf an Rangierlokomotiven. Mit der D3193 begann im September 1967 die Ausmusterung der Klasse 3/1. Große Teile des Fahrzeugbestandes wurden nach der Ausmusterung bei BR an Industriebetriebe verkauft oder verschrottet. Zahlreiche ausgemusterte Fahrzeuge gelangten außerdem zu Museumsbahnen. Zu Beginn der 1990er Jahre war die Ausmusterung weitgehend abgeschlossen. Mit der Privatisierung von BR zwischen 1994 und 1997 gingen die noch vorhandenen Fahrzeuge in den Bestand privater Eisenbahnunternehmen, unter anderem der English, Welsh & Scottish Railway (EWS), über. Mehr als 100 Fahrzeuge sind bis heute betriebsfähig und werden voraussichtlich noch längere Zeit im Einsatz bleiben, obgleich Pilotprojekte zur Beschaffung neuer Rangierlokomotiven sowie zur Umrüstung vorhandener Fahrzeuge auf Akkumulator- und Wasserstoffantriebe laufen. Etwa 80 Maschinen sind bei Museumsbahnen erhalten.

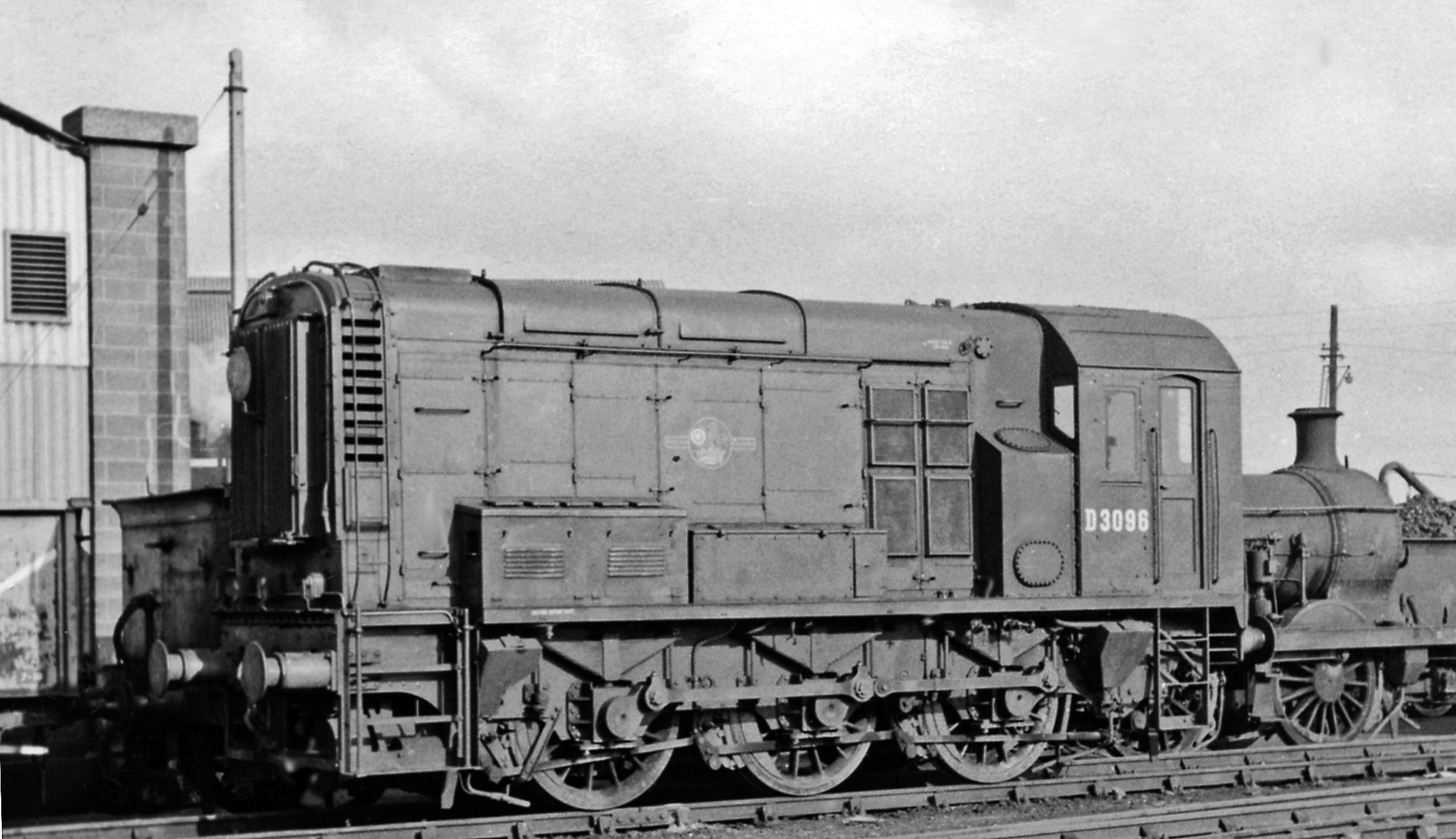
D3096 im Hither Green Depot (März 1960)
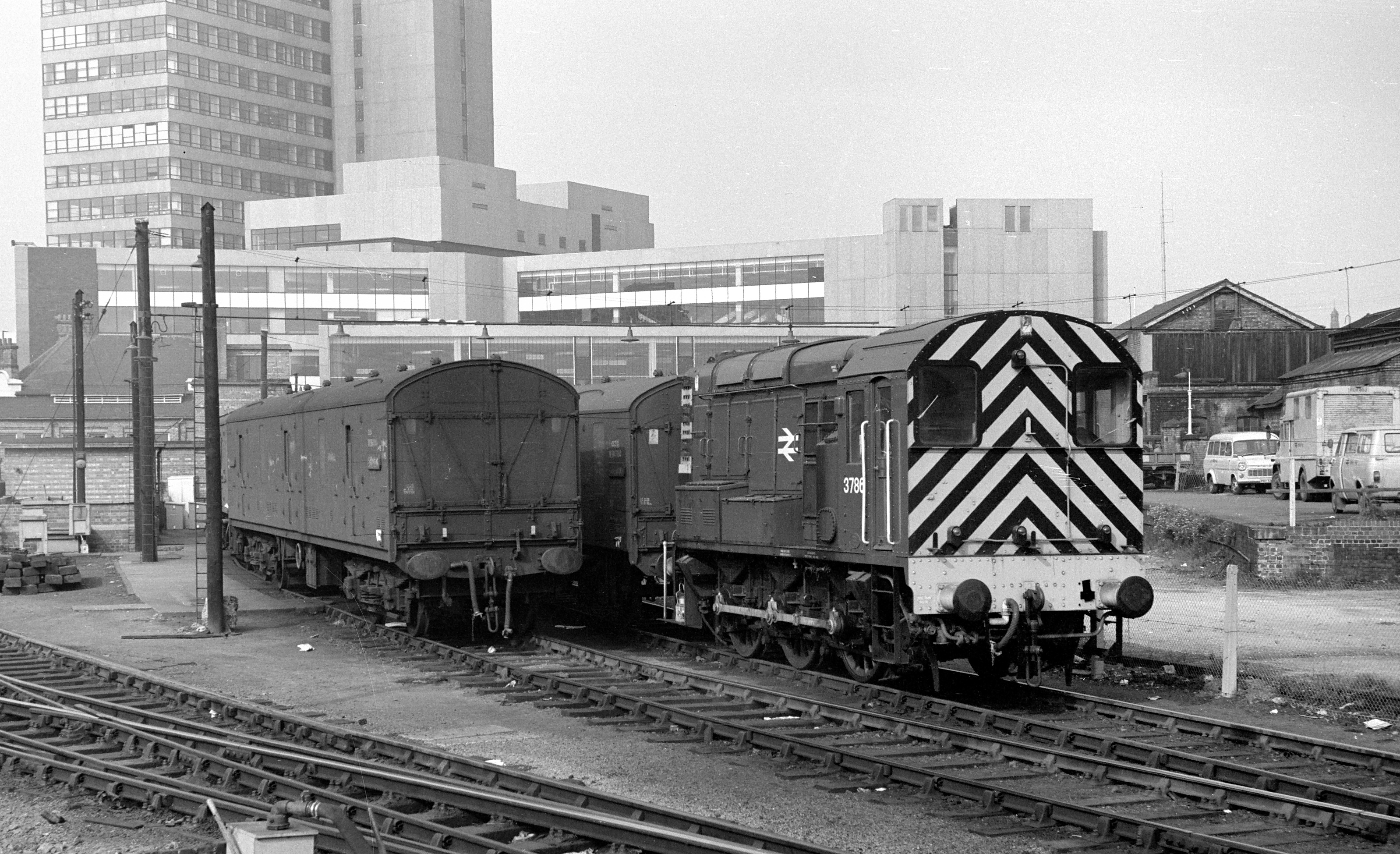
3786 (D3786) in Leicester (April 1973)
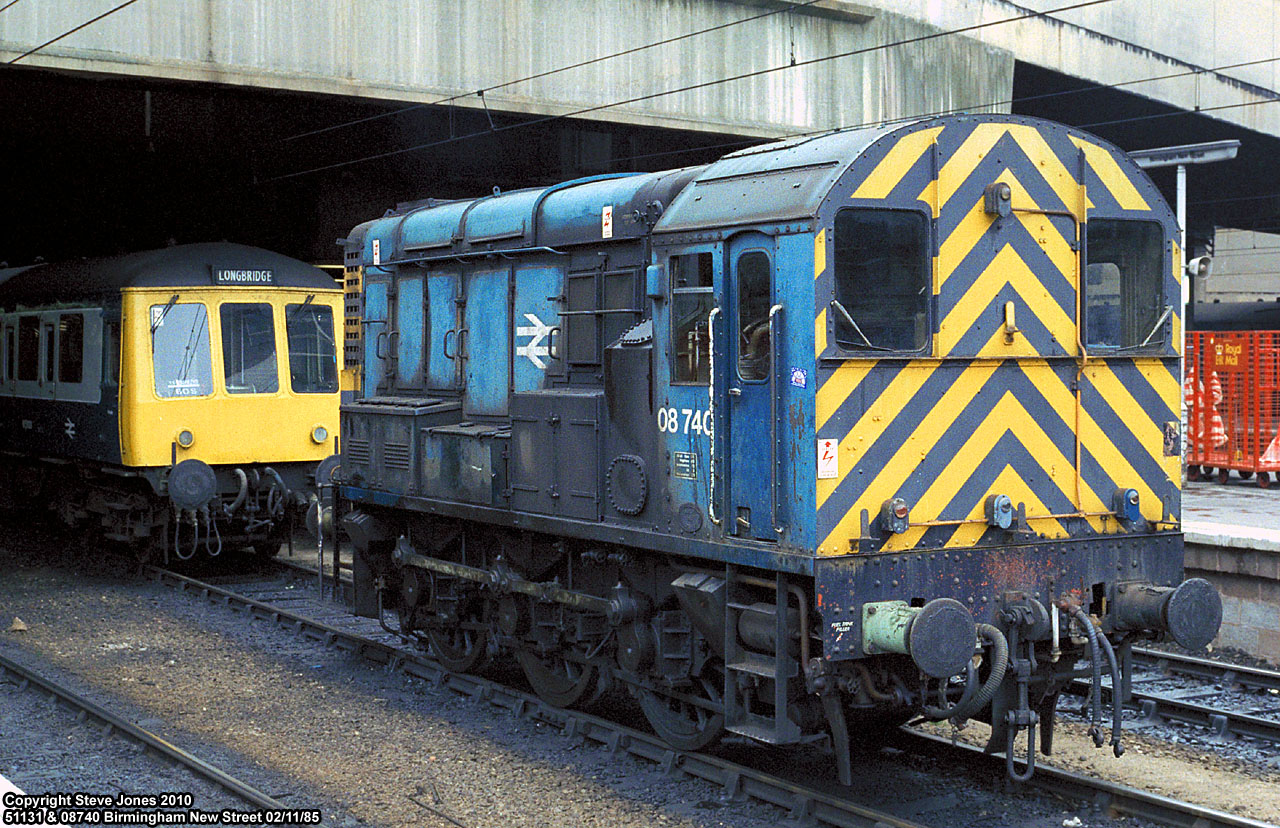
08740 (D3908) in Birmingham (November 1985)
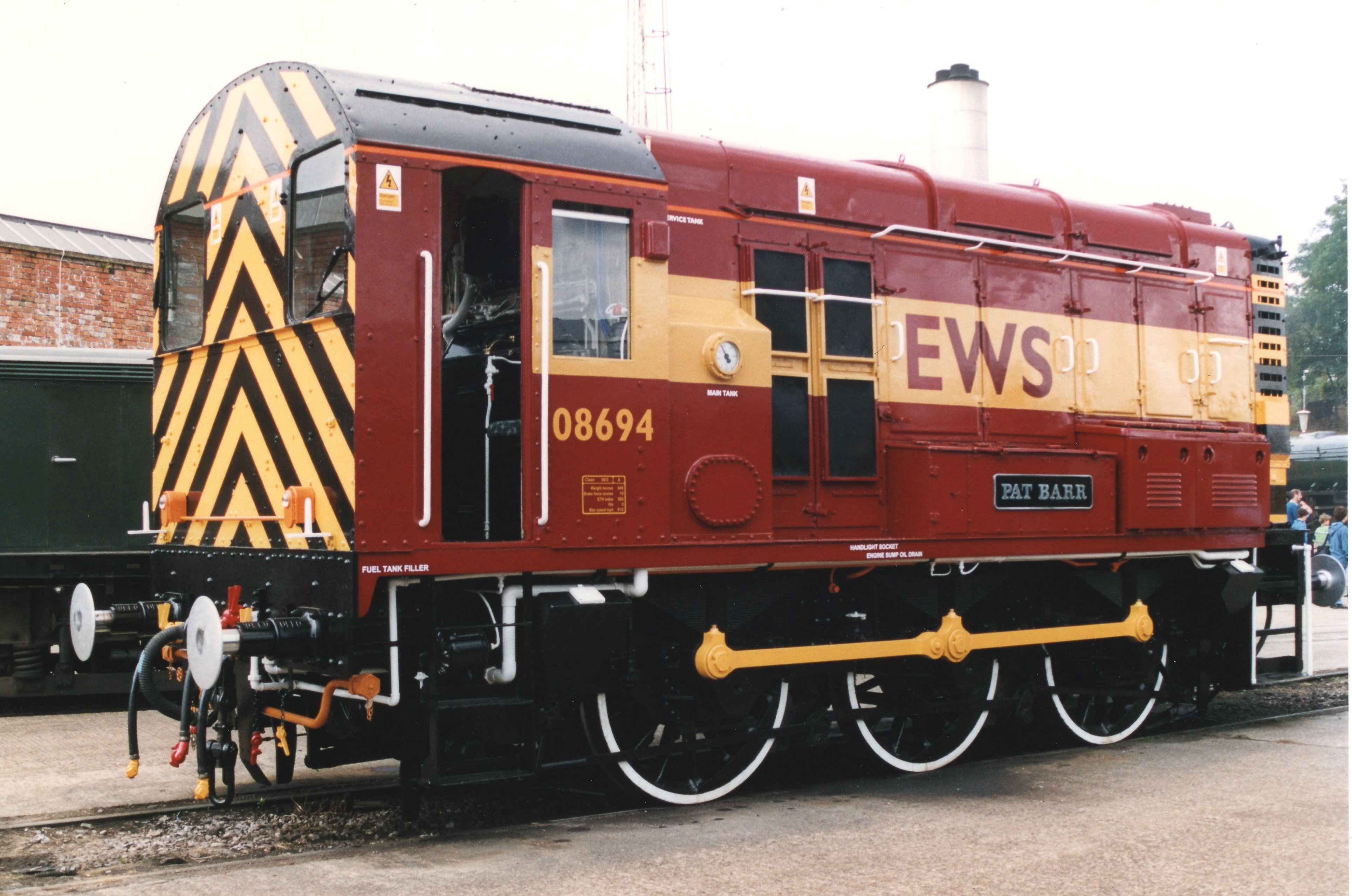
08694 (D3861) von EWS im Old Oak Common Depot (August 2000)
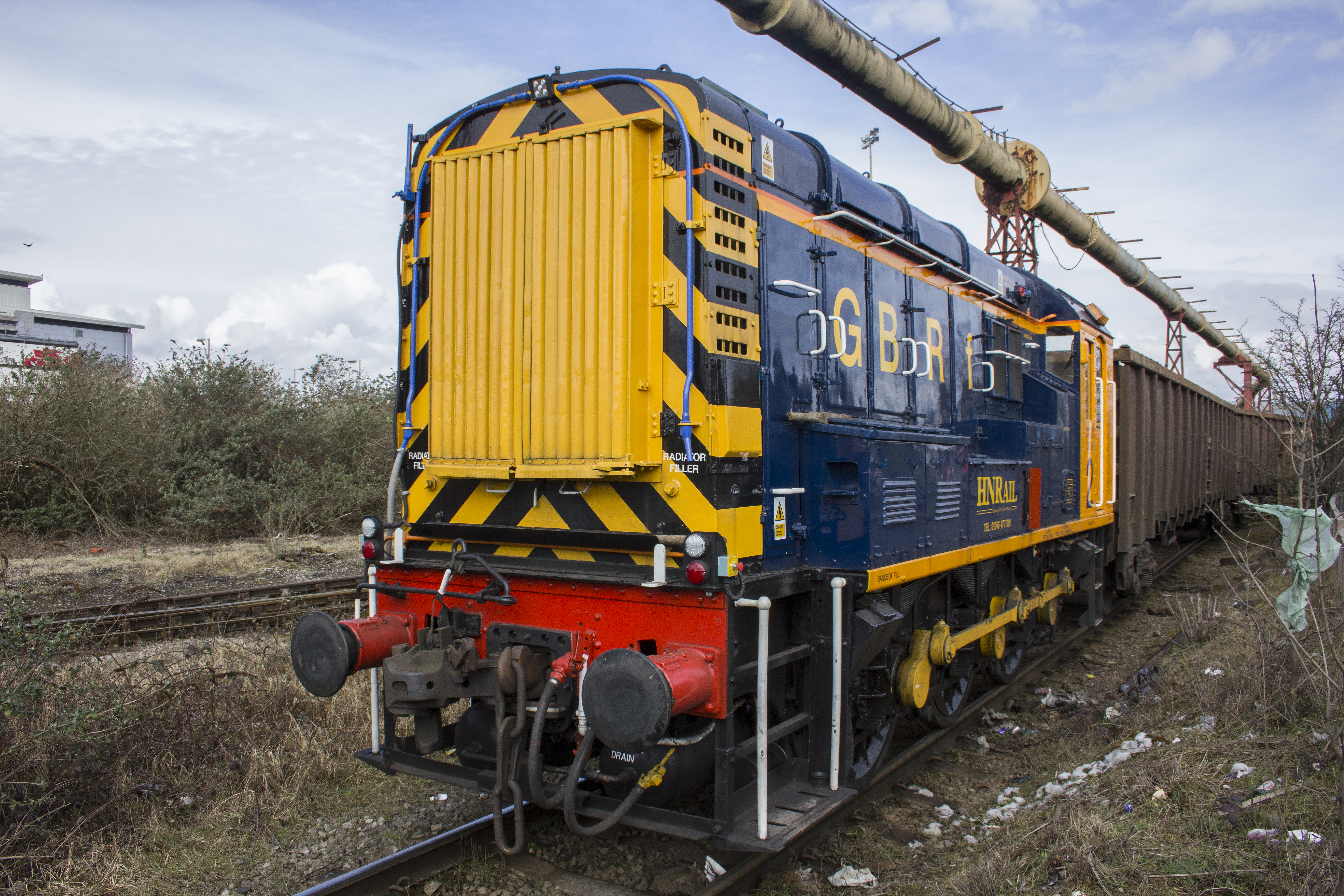
08924 (D4154) von GBRf in Cardiff (April 2016)

### Farbgebung
Die Lokomotiven mit den Nummern 13000 bis 13336 waren im Auslieferungszustand schwarz lackiert, hatten rote Pufferbohlen, rote Kuppelstangen und noch keine Kontrastflächen an den Enden. Ab der 13337 erhielten die Fahrzeuge eine neue Lackierung mit dunkelgrünen Aufbauten, schwarzem Rahmen und Laufwerk sowie roten Pufferbohlen und Kuppelstangen. Die schwarze Farbgebung der frühen Bauserien wurde meist bei längeren Werkstattaufenthalten durch die dunkelgrüne Farbgebung ersetzt. Nachdem verschiedene Konzepte schwarz-weißer und schwarz-gelber Kontrastflächen für das Gehäuse der Kühlanlage am vorderen und die Führerhausrückwand am hinteren Ende der Lokomotive erprobt worden waren, wurden in den frühen 1960er Jahren die standardisierten schwarz-gelb gestreiften Kontrastflächen eingeführt, die bis heute verwendet werden.
Seit 1965 firmierten die ehemaligen British Railways unter dem Namen British Rail (BR) und führten zeitnah ein neues Farbschema ein, welches ab 1967 für Fahrzeuge der Klasse 08 verwendet wurde. Die Aufbauten der Lokomotive waren dabei dunkelblau (Rail Blue), die Enden schwarz-gelb gestreift, Rahmen und Laufwerk schwarz, die Pufferbohlen gelb oder schwarz und die Kuppelstangen gelb lackiert. Als Folge der schrittweisen Privatisierung von BR ab 1994 und des damit verbundenen Übergangs der Lokomotiven in den Besitz zahlreicher Privatbahnen entwickelte sich eine Vielzahl verschiedener Lackierungen.

### Klasse 08/9
Im Jahr 1985 wurde bei den Fahrzeugen 08203, 08259 und 08592 die Höhe des Maschinenraums sowie des Führerstandes abgesenkt, um auf der südwalisischen Strecke Burry Port–Cwm Mawr der früheren Burry Port and Gwendraeth Valley Railway mit ihrem niedrigen Lichtraumprofil die dieselmechanischen Lokomotiven der Klasse 03 zu ersetzen. Die umgebauten Fahrzeuge wurden im April 1985 als 08991 bis 08993 in die Klasse 08/9 eingereiht. 1987 wurden zwei weitere Lokomotiven zur Klasse 08/9 umgebaut und deshalb als 08994 und 08995 nummeriert.

### Klasse 09
Bei 26 von 1959 bis 1962 gebauten, weitgehend mit der Standardausführung identischen Lokomotiven wurde ein verändertes Übersetzungsverhältnis der Fahrmotoren verwendet, um zuungunsten der Zugkraft die Höchstgeschwindigkeit auf 44 km/h zu erhöhen. Da die meisten ab 1951 für die Southern Region der BR gebauten Triebzüge höherliegende Hauptluft- und Hauptluftbehälterleitungen besaßen, wurden zusätzliche Anschlüsse für diese Höhe installiert. Obwohl die BR die technisch abweichenden Fahrzeuge über viele Jahre ohne besondere Kennzeichnung als Klasse D3/2 beziehungsweise ab 1962 als Klasse 3/1 in ihrem Bestand führten, wurden sie mit der TOPS-Nummerierung als Klasse 09 bezeichnet und so von den als Klasse 08 eingereihten Maschinen der Standardausführung abgegrenzt.
In den Jahren 1992 und 1993 erhielten 12 Lokomotiven der Klasse 08 bei RFS in Kilnhurst nachträglich ein geändertes Übersetzungsverhältnis nach dem Vorbild der Klasse 09 und wurden daher von August 1992 bis Juli 1993 unter den Nummern 09101 bis 09107 und 09201 bis 09205 in die Klassen 09/1 und 09/2 eingereiht. Dieses Projekt, welches das Hauptproblem der Klasse 08, die geringe Höchstgeschwindigkeit, beheben und so eine Alternative zum Kauf neuer Fahrzeuge bereitstellen sollte, wurde allerdings aufgrund zu hoher Kosten nicht weiter verfolgt.

### Klasse 13
Da für den 1965 eröffneten Rangierbahnhof Tinsley nahe Sheffield leistungsfähige Rangierlokomotiven benötigt wurden, erfolgte bei den Darlington Works der Umbau von sechs Fahrzeugen der Klasse 3/1 mit den Nummern D3697, D3698, D4187, D4188, D4189 und D4190 zu drei Doppellokomotiven der Klasse 7/1, die von Juni bis August 1965 als D4500 bis D4502 in Dienst gestellt wurden. Die dauerhaft miteinander gekuppelten Fahrzeuge waren als master and slave ausgeführt, wobei die führerstandslose slave-Lokomotive mittels einer Doppeltraktionssteuerung vom Führerstand der master-Lokomotive aus bedient wurde. Zudem wurden an den Enden massive Stirnplatten angebaut, um die Reibungsmasse zu erhöhen und so die Schleuderneigung zu vermindern. Im Zuge der TOPS-Nummerierung wurde die Klasse 7/1 zur Klasse 13 mit den Nummern 13001 bis 13003.

### Export
Die fünf bei BR ausgemusterten Lokomotiven mit den Nummern 3047, 3092, 3094, 3098 und 3100 wurden 1974 an die Liberian-American-Swedish Mining Company (LAMCO) verkauft und nach dem Umbau bei den Derby Works in den Jahren 1974 und 1975 von Liverpool aus nach Liberia verschifft. Bei LAMCO waren sie unter den Nummern 101 bis 105 im Einsatz und wurden von 1979 bis 1987 endgültig ausgemustert.
2007 wurden die Fahrzeuge 08738 und 08939 in Toton mit einer Mehrfachtraktionssteuerung ausgerüstet, in den Farben der Euro Cargo Rail (ECR) lackiert und im April 2009 nach Frankreich überführt.

## Technische Beschreibung

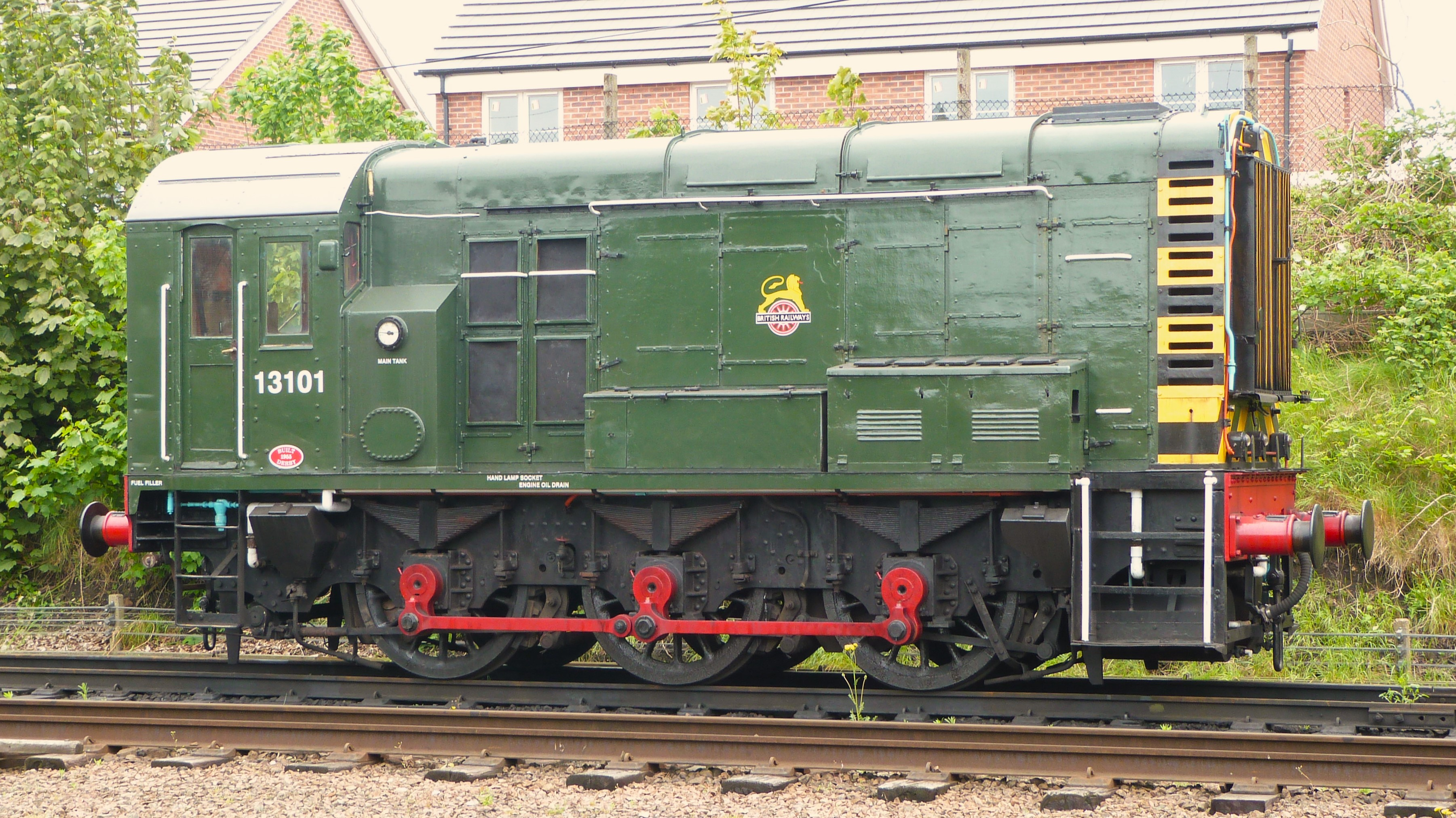
Seitenansicht der 13101 (D3101)

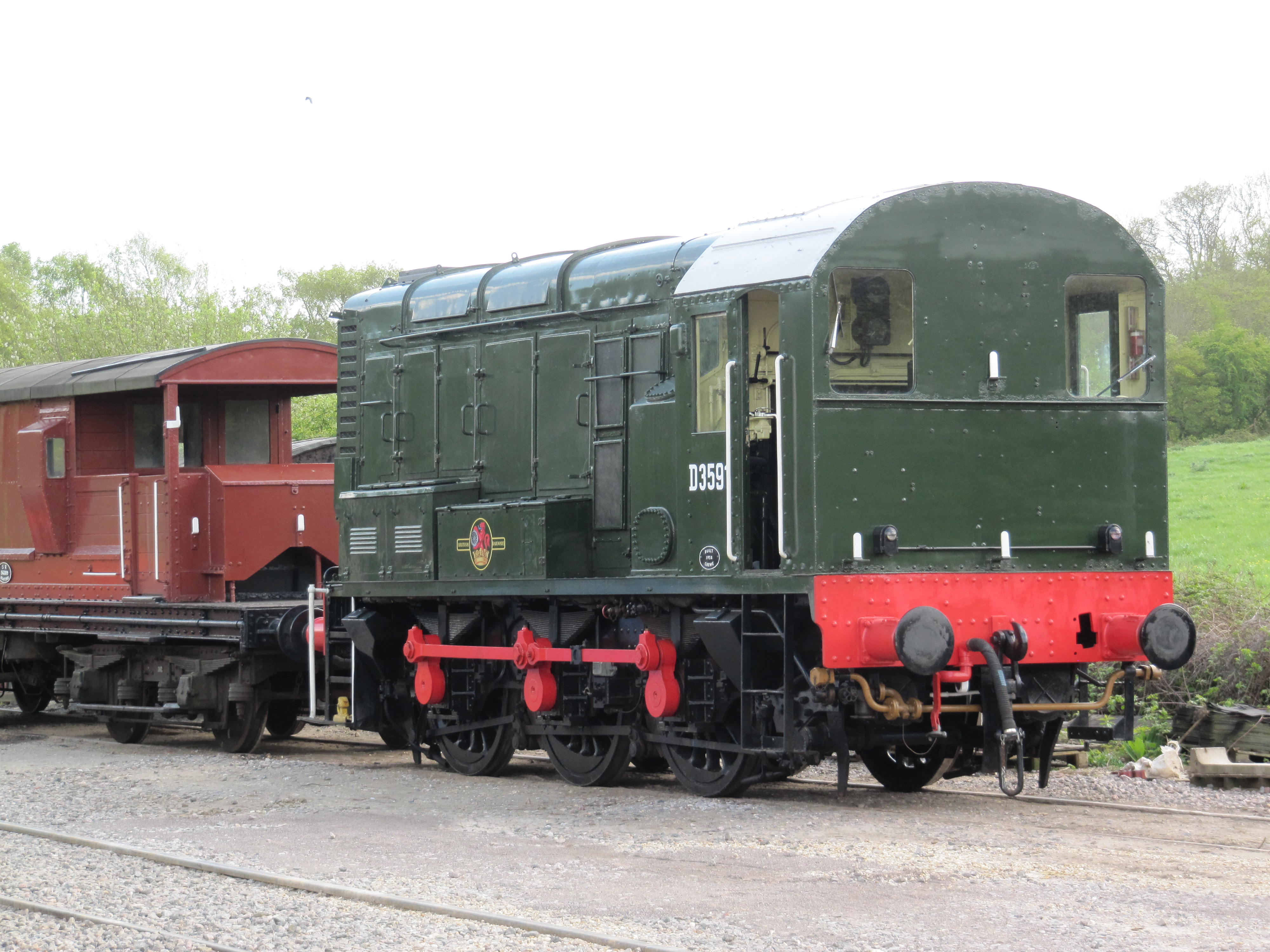
Rückansicht der D3591

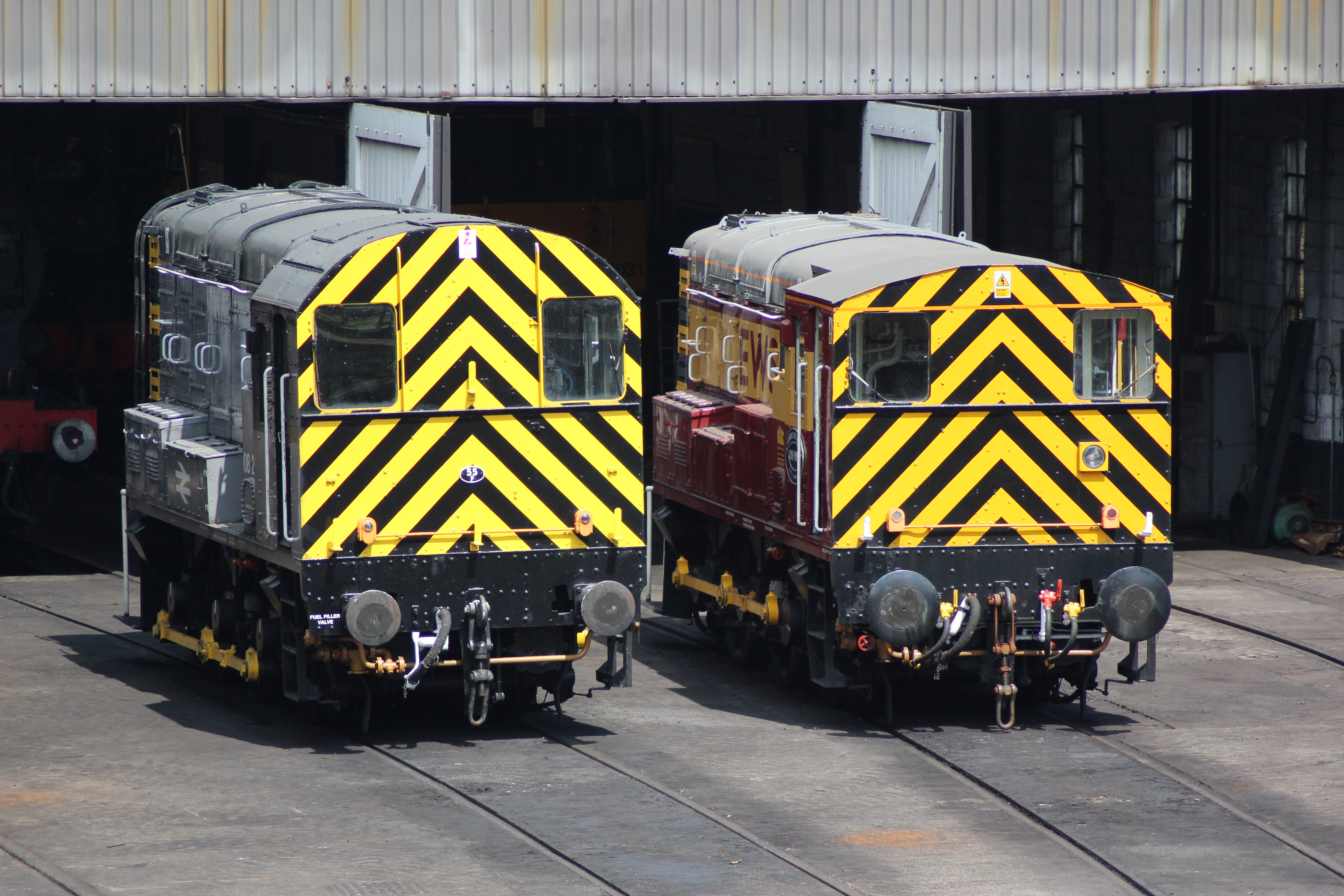
08266 (08/0) und 08993 (08/9) im Vergleich

### Aufbau
Die als Rahmenlokomotiven konzipierten Fahrzeuge besitzen einen Außenrahmen in Form eines genieteten Blechrahmens, der sich über außenliegende Blattfedern auf drei durch Kuppelstangen miteinander gekuppelte Radsätze stützt. Die Lokomotiven verfügen über eine Schraubenkupplung mit seitlichen Puffern. Die Pufferbohlen haben jeweils zwei Aussparungen, in die spezielle Halterungen eingeführt werden können, um das Fahrzeug per Kran anzuheben. Der Blechrahmen trägt von vorn gesehen die Kühlanlage des Dieselmotors, den Dieselmotor, hinter einer anschließenden Trennwand den Hauptgenerator, den Hilfsgenerator und den Fahrmotorlüfter, dahinter den Kraftstofftank und schließlich den Führerstand. Übergänge an den Enden, wie sie für Rangierlokomotiven üblich sind, gibt es nicht. Die seitlichen Umläufe führen über die Batteriekästen sowie die Schutzkästen der Vakuumpumpe und, wenn vorhanden, des Luftpressers. Die Ausrüstung des Maschinenraums ist von außen über seitliche Türen zugänglich. Das Maschinenraumdach besteht aus Dachhauben, die für Instandsetzungsarbeiten abgenommen werden können. Die Länge der Lokomotive beträgt 8920 mm, die Breite über die seitlichen Umläufe 2590 mm. Die Höhe liegt regulär bei 3880 mm und wurde beim Umbau von fünf Maschinen zur Klasse 08/9 auf 3600 mm abgesenkt.
Die Leermasse der Lokomotive liegt je nach Ausführung bei 45,3 t bis 47,6 t, die Dienstmasse bei 49,4 t bis 50,4 t. Die Reibungsmasse gleicht der Dienstmasse, da alle drei Radsätze angetrieben werden. Die maximale Achslast beträgt 16,6 t bis 17,0 t, die mittlere Achslast 16,5 t bis 16,8 t. Die ungefederte Masse der Treibradsätze liegt aufgrund der teilweisen Abstützung der Fahrmotoren und Getriebekästen mit 4,27 t deutlich höher als die ungefederte Masse des Kuppelradsatzes mit 3,00 t.

### Antriebsausrüstung und Zubehör
Die Kühlanlage mit einem vom Dieselmotor über einen Riemen angetriebenen Kühlerlüfter befindet sich als eigener Aufbau an der Stirnseite der Lokomotive und bildet den vorderen Abschluss des Maschinenraums. Die Kühlluft wird über seitliche Einlassschlitze angesaugt und durch die Jalousien nach vorn wieder ausgestoßen. Vor dem Führerstand befindet sich der unterhalb der Stirnfenster verbreiterte Haupttank für den Dieselkraftstoff mit einem Fassungsvermögen von 3040 l, dessen Betankung über Anschlüsse unterhalb der hinteren Pufferbohle erfolgt. Aus dem Haupttank muss der Kraftstoff im Betrieb ständig mittels einer auf der linken Seite des Führerstandes angeordneten Handpumpe in einen zweiten, kleineren Tank zur Verteilung an die Einspritzdüsen des Motors gepumpt werden. Die Klasse 08 besitzt einen Dieselmotor des Typs EE 6KT. Dieser ist ein wassergekühlter Sechszylinder-Saugdiesel-Reihenmotor, arbeitet nach dem Viertaktprinzip und erreicht bei einer Drehzahl von 680 min−1 eine Leistung von 300 kW. Die Zylinder weisen einen Innendurchmesser von 254 mm und einen Kolbenhub von 305 mm auf. Daraus ergibt sich ein Hubraum von 15,4 l pro Zylinder und 92,7 l des gesamten Motors. Der vom Dieselmotor angetriebene Gleichstromhauptgenerator des Typs EE 801 liefert einen maximalen Strom von 1020 A und versorgt neben dem Hilfsgenerator, welcher das auf 90 V beziehungsweise 110 V ausgelegte Bordnetz für elektrisch betriebene Hilfseinrichtungen speist, die beiden fremdbelüfteten Tatzlager-Gleichstromfahrmotoren des Typs EE 506. Diese treiben über ein Zahnradgetriebe mit zweistufiger Übersetzung jeweils einen der beiden äußeren Treibradsätze an. Der dazwischenliegende Kuppelradsatz wird über Kuppelstangen von den äußeren Treibradsätzen angetrieben. Auf der linken Seite der Lokomotive befindet sich zwischen dem zweiten und dritten Radsatzlager eine Schmierölpumpe, die durch eine Kurbel ebenfalls von der Kuppelstange angetrieben wird. Die Dauerleistung beider Fahrmotoren beträgt 190 kW. Das Übersetzungsverhältnis erlaubt je nach Ausführung eine Höchstgeschwindigkeit von 24 km/h oder 32 km/h. Aufgrund der hohen Drehzahl der Fahrmotoren kann trotz der vergleichsweise geringen Leistung eine Anfahrzugkraft von 160 kN erreicht werden. Eine pneumatisch betätigte Sandstreueinrichtung mit jeweils zwei Vorratsbehältern vor dem ersten und letzten Radsatz kann die Haftreibung zwischen Rad und Schiene erhöhen und so ebenfalls zu einer hohen Zugkraft beitragen.

### Führerstand
Der sparsam ausgestattete Führerstand ist im Betrieb laut und zugig. Die Beheizung erfolgte bei den ersten Fahrzeugen nur durch eine Kühlwasserleitung und wurde später durch eine elektrische Heizung ergänzt. Am vorderen, zum Maschinenraum zeigenden Ende des Führerstandes befindet sich zwischen den beiden Stirnfenstern ein halbhoher Schaltschrank mit der Steuerungsausrüstung der Lokomotive, dessen Abdeckung als Führertisch ausgebildet ist. Die wesentlichen Bedienelemente sind in doppelter Ausführung vorhanden, sodass der Lokomotivführer je nach Betriebssituation auf der linken oder rechten Seite des Führerstandes sitzen kann. Die Anzeigeinstrumente befinden sich über dem Führertisch. Die Sichtverhältnisse werden bei Vorwärtsfahrt durch die hohen und breiten Aufbauten vor dem Führerstand stark eingeschränkt.

### Bremsausrüstung
Das Fahrzeug besitzt eine Klotzbremse, deren Bremsklötze sich vor den Radsätzen befinden und über ein Gestänge durch die unterhalb des Führerstandes angeordneten Bremszylinder betätigt werden. Die Lokomotiven der frühen Bauserien verfügten ursprünglich nur über eine Saugluftbremse als Zugbremse, eine direkt wirkende Druckluft-Zusatzbremse als Lokomotivbremse sowie eine Handbremse zur Sicherung im Stand. Einige Exemplare besaßen keine Zugbremse. Bei den regulär ausgeführten Lokomotiven der späteren Bauserien wurde zusätzlich zur Saugluftbremse eine indirekt wirkende Druckluftbremse als Zugbremse eingebaut, die später auch bei vielen Fahrzeugen der frühen Bauserien nachgerüstet wurde. Um den nötigen Druck in den Hauptluftbehältern aufrechterhalten zu können, wurde dafür ein zweiter Luftpresser installiert. In den späteren Einsatzjahren erfolgte häufig der Ausbau der gesamten Ausrüstung der Saugluftbremse.

### Technische Änderungen
Für das Rangieren von Wagengruppen oder einzelnen Wagen der ab 1975 gebauten Hochgeschwindigkeitszüge der Klassen 253, 254 und 255 wurden teils absenkbare Janney-Kupplungsköpfe in vereinfachter Bauform nachgerüstet. Später erhielten einige Lokomotiven bei privaten Betreibern vollwertige Janney- oder Scharfenbergkupplungen. Weitere nachträgliche Ein- und Anbauten, die bei vielen Fahrzeugen vorgenommen wurden, umfassten eine Zugfunkanlage, höherliegende Druckluftschläuche nach dem Vorbild der Klasse 09, wasserdichte Führerstandstüren für den Einsatz in Waschanlagen für Personenzüge, verschiedene Systeme von Zugspitzensignalen oder Warnleuchten auf dem Dach. In den frühen 2000er Jahren wurden einige Lokomotiven von EWS mit einer Funkfernsteuerung ausgerüstet. 2007 erhielten zwei Lokomotiven für ECR eine Mehrfachtraktionssteuerung.

## Lieferliste
| Nummerierung 1952–1957                                                                       | Nummerierung 1957–1973 | TOPS-Nummerierung ab 1973 | Baujahre  | Hersteller       | Anzahl |
| -------------------------------------------------------------------------------------------- | ---------------------- | ------------------------- | --------- | ---------------- | ------ |
| 13000–13059                                                                                  | D3000–D3059            | 08001–08046               | 1952–1954 | Derby Works      | 60     |
| 13060–13081                                                                                  | D3060–D3081            | 08047–08066               | 1953–1954 | Darlington Works | 22     |
| 13082–13116                                                                                  | D3082–D3116            | 08067–08091               | 1954–1955 | Derby Works      | 35     |
| 13127–13136                                                                                  | D3127–D3136            | 08092–08101               | 1954      | Darlington Works | 10     |
| 13167–13216                                                                                  | D3167–D3216            | 08102–08148               | 1955–1956 | Derby Works      | 50     |
| 13217–13244                                                                                  | D3217–D3244            | 08149–08176               | 1955–1956 | Darlington Works | 28     |
| 13245–13297                                                                                  | D3245–D3297            | 08177–08227               | 1956–1957 | Derby Works      | 53     |
| 13298–13336                                                                                  | D3298–D3336            | 08228–08266               | 1956–1957 | Darlington Works | 39     |
| 13337–13366                                                                                  | D3337–D3366            | 08267–08296               | 1957      | Derby Works      | 30     |
|                                                                                              | D3367–D3418            | 08297–08348               | 1957–1958 | Derby Works      | 52     |
|                                                                                              | D3419–D3438            | 08349–08368               | 1957–1958 | Crewe Works      | 20     |
|                                                                                              | D3454–D3472            | 08369–08387               | 1957      | Darlington Works | 19     |
|                                                                                              | D3503–D3572            | 08388–08457               | 1958–1959 | Derby Works      | 70     |
|                                                                                              | D3573–D3592            | 08458–08477               | 1958–1959 | Crewe Works      | 20     |
|                                                                                              | D3593–D3611            | 08478–08496               | 1958      | Horwich Works    | 19     |
|                                                                                              | D3652–D3664            | 08497–08509               | 1958      | Doncaster Works  | 13     |
|                                                                                              | D3672–D3718            | 08510–08554               | 1958–1959 | Darlington Works | 47     |
|                                                                                              | D3722–D3727            | 08555–08560               | 1959      | Darlington Works | 6      |
|                                                                                              | D3728–D3762            | 08561–08595               | 1959      | Crewe Works      | 35     |
|                                                                                              | D3763–D3802            | 08596–08635               | 1959      | Derby Works      | 40     |
|                                                                                              | D3803–D3831            | 08636–08664               | 1958–1959 | Horwich Works    | 29     |
|                                                                                              | D3832–D3841            | 08665–08674               | 1960      | Crewe Works      | 10     |
|                                                                                              | D3842–D3871            | 08675–08704               | 1959–1960 | Horwich Works    | 30     |
|                                                                                              | D3872–D3921            | 08705–08753               | 1960      | Crewe Works      | 50     |
|                                                                                              | D3922–D3936            | 08754–08768               | 1961      | Horwich Works    | 15     |
|                                                                                              | D3937–D4010            | 08769–08842               | 1960      | Derby Works      | 74     |
|                                                                                              | D4011–D4027            | 08843–08859               | 1961      | Horwich Works    | 17     |
|                                                                                              | D4028–D4048            | 08860–08880               | 1960–1961 | Darlington Works | 21     |
|                                                                                              | D4095–D4098            | 08881–08884               | 1961      | Horwich Works    | 4      |
|                                                                                              | D4115–D4157            | 08885–08927               | 1962      | Horwich Works    | 43     |
|                                                                                              | D4158–D4192            | 08928–08958               | 1962      | Darlington Works | 35     |
| Anmerkung: Spalte TOPS-Nummerierung enthält keine vor 1973 ausgemusterten Fahrzeuge Quellen: |                        |                           |           |                  |        |

## Sonstiges
- Modelle der Klasse 08 wurden von G & R Wrenn, Tri-ang Railways, Hornby Railways, Bachmann Branchline und Lima für die Nenngröße 00 sowie von Graham Farish für die Nenngröße N in zahlreichen Farbgebungen angeboten.[17]

- Der Charakter Diesel aus der britischen Fernsehserie Thomas, die kleine Lokomotive basiert auf der Klasse 08. Die schwarze Farbgebung mit roten Pufferbohlen entspricht dabei der ursprünglichen Lackierung bei den British Railways.